# 끌기
끌기는 바둑에서 연결을 목적으로 아군쪽으로 늘어두는 형태이다.